# Nicolas Chauvin
Nicolas Chauvin (n. circa 1780, Rochefort - d. ?) a fost un soldat legendar francez, despre care se presupune că a luptat pentru Prima Armată a Republicii Franceze și pentru La Grande Armée a lui Napoleon. Din cauza patriotismului său excesiv, numele său este eponimul  cuvântului șovinism.
Potrivit legendei, Chauvin s-a născut la Rochefort, în jurul anului 1780. S-a înrolat în armată la vârsta de 18 ani și se spune că ar fi fost rănit de șaptesprezece ori, rămânând invalid și desfigurat. Pentru devotamentul său, Napoleon însuși i-ar fi acordat Sabia de onoare și o pensie de 200 de franci.
Numeroși scriitori și istorici, în mod fals, au afirmat că Chauvin a servit în Vechea Gardă în Bătălia de la Waterloo, ceea ce este puțin probabil ținând seama de vârsta sa și de dizabilitățile sale de la acea dată. Se spune că în momentul în care Vechea Gardă a fost înconjurată și i s-a cerut predarea, Nicolas Chauvin ar fi strigat "Vechea Gardă moare, dar nu se predă!".
Această presupusă afirmație a fost atribuită, mai apoi, comandantului Vechii Gărzi, Pierre Cambronne, dar care, de altfel, ar fi spus conform altor surse Merde! (în română: Rahat!).
Cercetările istorice, însă, nu au identificat nici o dovadă biografică a existenței lui Nicolas Chauvin. Cercetătorul Gerard Puymège a conchis în cartea sa Realms of Memory că "Nicolas Chauvin nu a existat". El a argumentat că acesta este doar o altă figură a legendelor despre țăranii-eroi sau un alt Miles Gloriosus al lui Plaut.